# Günes Karabuda
İsmail Güneş Karabuda, född 18 december 1933 i Izmit i Turkiet, död 24 augusti 2018 i Sundbyberg, var en turkisk-svensk fotograf, journalist, författare och filmare.

## Biografi
Günes Karabuda var son till doktor Nail Karabuda och Atifet, ogift Kapani. Han kom i unga år till Sverige där han i samarbete med Barbro Karabuda gjorde ett 50-tal TV-dokumentärer, böcker och radioreportage från olika delar av världen. Han gav ut böckerna Kuwait - konfidentiellt (1958), Turkiet, mitt andra hemland (1959), Till Mecka: ett reportage från Saudi-Arabien (1959), Goodbye to the fez: a portrait of modern Turkey (1959), Paris (1961), Hongkong (1962), Till Kunduz (1965), Turkiet: en resehandbok (1967), Till Mecka: ett reportage från Saudi-Arabien (1967), Väggarnas språk: Paris maj 1968 (1968), Ett fritt land i Afrika: om människor i Guinea-Bissau (1976), Signe och Harry (1980) och En dag under fastan (1984). Flertalet av böckerna var i samarbete med Barbro Karabuda.
Han gifte sig två gånger med Barbro Karabuda (1935–2017), första gången 1954 och andra gången 1961. De fick döttrarna Ayperi Karabuda Ecer (född 1956) och Denize Karabuda (född 1962) samt sonen Alfons Karabuda (född 1967).